# Bozkosch
Bozkosch (persisch بزکش, DMG bozkoš) ist ein Ort in der Provinz Badachschan in Afghanistan.

## Lage
Bozkosch liegt in der 2614 m hohen Gebirgshochebene nahe dem Berg Koh e Buzkush
Diese Hochebene ist reich an grünen Wiesen und Weiden, Ziegen und Marco-Polo-Schafe bilden die Lebensgrundlage der Bewohner. Zur Grenze nach Tadschikistan im Nordwesten sind es 40 km Luftlinie und nach Faizabad im Süden etwa 50 km.